# مقدمه (فیلم)
مقدمه (به انگلیسی: Prologue) یک فیلم انیمیشن کوتاه بریتانیایی است که در سال ۲۰۱۵ به کارگردانی ریچارد ویلیامز و تهیه‌کنندگی همسرش ایموژن ساتن ساخته شده‌است. فیلم بخش اول از مجموعه‌ای بزرگ‌تر است که بر اساس نمایشنامه لیستراتا اثر آریستوفان ساخته شده‌است، که در آن زنان یونانی همسران و عشاق خود را از حقوق جنسی محروم می‌کردند تا به این وسیله به جنگ‌ها خاتمه دهند. فیلم در سال ۲۰۱۶ کاندید دریافت جایزه اسکار و بفتا در بخش بهترین انیمیشن کوتاه شد ولی جایزه‌ای به دست نیاورد.